# Tympanophora rotto
Tympanophora rotto är en insektsart som beskrevs av Rentz, D.C.F. 2001. Tympanophora rotto ingår i släktet Tympanophora och familjen vårtbitare. Inga underarter finns listade i Catalogue of Life.